# Fritz Böhle
Fritz Böhle (* 15. Januar 1945 in Oberstdorf) ist ein deutscher Soziologe.

## Leben
Böhle studierte Soziologie in Verbindung mit Volkswirtschaft und Psychologie an der Ludwig-Maximilians-Universität München, die Promotion erfolgte an der Universität Bremen (Dr. rer. pol.), die Habilitation an der Universität Bielefeld. Fritz Böhle ist seit 1972 in der Forschung am Institut für Sozialwissenschaftliche Forschung e. V. München (ISF München) tätig, an dem er von 1982 bis 1997 stellvertretender Vorsitzender war und seit 1998 Vorsitzender des Vorstands ist. Von 1998 bis 2009 war Fritz Böhle Professor für Sozioökonomie der Arbeits- und Berufswelt an der Universität Augsburg. Seit 2009 ist er Leiter der Forschungseinheit für Sozioökonomie der Arbeits- und Berufswelt an der Universität Augsburg.
Fritz Böhle war beteiligt an den Sonderforschungsbereichen 101 „Theoretische Grundlagen der Arbeitskräfte- und Berufsforschung“ (1972–1986), 333 „Entwicklungsperspektiven von Arbeit“ (1986–1996) und 536 „Reflexive Modernisierung“ (1999–2009). Er war/ist er Mitglied unterschiedlicher wissenschaftlicher Beiräte und Kommissionen (u. a. Demographischer Wandel und die Zukunft der Erwerbsarbeit) sowie des Experten-Dialogs der Bundeskanzlerin 2011/2012 Dialog über Deutschlands Zukunft.
Aktuelle Forschungsschwerpunkte von Fritz Böhle sind: Verwissenschaftlichung von Arbeit und Erfahrungswissen, Entwicklungen von Arbeit und subjektivierendes Arbeitshandeln, Grenzen der Planung und Umgang mit Ungewissheit.

## Schriften (Auswahl)
- Subjekt – Handeln – Institution: Vergesellschaftung und Subjekt in der Reflexiven Moderne, Velbrück, Weilerswist-Metternich 2016, ISBN 978-3-958-32084-0.
- Vertrauen und Vertrauenswürdigkeit – Arbeitsgestaltung und Arbeitspolitik jenseits formeller Regulierung, Springer VS, Wiesbaden 2014 (zus. mit N. Huchler, J. Neumer, S. Porschen-Hueck, S. Sauer), ISBN 978-3-658-02657-8.
- Management von Ungewissheit. Neue Ansätze jenseits von Kontrolle und Ohnmacht, transcript, Bielefeld 2012 (Hg. zus. mit S. Busch), ISBN 978-3-8376-1723-8.
- Innovation durch Management des Informellen. Künstlerisch, erfahrungsgeleitet, spielerisch, Springer, Berlin 2012 (Hg. zus. mit M. Bürgermeister, S. Porschen)
- Innovation management by promoting the informal. Artistic, experience-based, playful, Springer, Berlin 2012 (ed. with M. Bürgermeister, S. Porschen)
- Handbuch Arbeitssoziologie, VS Verlag für Sozialwissenschaften, Wiesbaden 2010 (Hg. zus. mit G.G. Voß, G. Wachtler)
- Nach dem »Kurzen Traum«: Neue Orientierungen in der Arbeitsforschung, Edition Sigma, Berlin 2010, ISBN 978-3836035750 (mit Norbert Altmann)
- Handeln unter Unsicherheit, VS Verlag für Sozialwissenschaften, Wiesbaden 2009 (Hg. zus. mit M. Weihrich)
- Bewältigung des Unplanbaren, VS Verlag für Sozialwissenschaften, Wiesbaden 2004 (Hg. zus. mit S. Pfeiffer; N. Sevsay-Tegethoff)
- Die Entdeckung des Informellen. Der schwierige Umgang mit Kooperation im Arbeitsalltag, Campus, Frankfurt am Main 2002 (zus. mit Annegret Bolte)
- Technik und Erfahrung, Campus, Frankfurt am Main 1992 (zus. mit. H. Rose)
- Vom Handrad zum Bildschirm, Campus, Frankfurt am Main 1988 (zus. mit B. Milkau)
- Strategien betrieblicher Informationspolitik, Bund-Verlag, Köln 1986
- Interessenvertretung am Arbeitsplatz und Reformen im Gesundheitsschutz, Campus, Frankfurt am Main 1980
- Industrielle Arbeit und soziale Sicherheit, Athenäum, Frankfurt am Main 1972